# اکسول اند اینگروسو
اکسول اند اینگروسو (انگلیسی: Axwell & Ingrosso) که به شکل نمادین Axwell Λ Ingrosso نوشته می‌شود، گروه دونفرهٔ دی‌جی سوئدی متشکل از اکسول و سباستین اینگروسو، دو نفر از اعضای گروه سه‌نفرهٔ سوئدیش هاوس مافیا است. آنها نخستین اجرای خود را در جشنواره موسیقی گاورنورز بال در ژوئن ۲۰۱۴ در شهر نیویورک تجربه کردند.

## جوایز و نامزدی‌ها

### جوایز دی‌جی
| سال  | دسته‌بندی                 | اثر | نتیجه    | م.    |
| ---- | ------------------------ | --- | -------- | ----- |
| ۲۰۱۶ | بهترین دی‌جی بیگ روم هاوس | —   | نامزدشده | [ ۴ ] |
| ۲۰۱۶ | بهترین دی‌جی بین‌المللی    | —   | نامزدشده | [ ۴ ] |

### ۱۰۰ دی‌جی برترمجله دی‌جی
| سال  | موقعیت | توضیح        | م.          |
| ---- | ------ | ------------ | ----------- |
| ۲۰۱۵ | ۱۷     | ورودی جدید   | [ ۵ ] [ ۶ ] |
| ۲۰۱۶ | ۱۶     | ۱ رتبه صعود  | [ ۵ ] [ ۶ ] |
| ۲۰۱۷ | ۲۱     | ۵ رتبه نزول  | [ ۵ ] [ ۶ ] |
| ۲۰۱۸ | ۴۱     | ۲۰ رتبه نزول | [ ۵ ] [ ۶ ] |

### جوایز گرمیس
| سال  | دسته‌بندی                    | اثر                               | نتیجه    | م.    |
| ---- | --------------------------- | --------------------------------- | -------- | ----- |
| ۲۰۱۵ | بهترین ترانه                | «خورشدی می‌درخشد»                  | نامزدشده | [ ۷ ] |
| ۲۰۱۶ | بهترین قطعهٔ الکترونیک / رقص | «خورشید می‌درخشد»/«تو راهم»        | نامزدشده | [ ۸ ] |
| ۲۰۱۸ | بهترین قطعهٔ الکترونیک / رقص | «بیش از آنچه می‌دانی»/«دوستت دارم» | برنده    | [ ۹ ] |
| ۲۰۱۸ | بهترین تنظیم‌کننده           | —                                 | نامزدشده | [ ۹ ] |

### جوایز جهانی  موسیقی رقص

#### پیش از ۲۰۱۶
| سال  | دسته‌بندی    | اثر | نتیجه | م.     |
| ---- | ----------- | --- | ----- | ------ |
| ۲۰۱۵ | بهترین گروه | —   | برنده | [ ۱۰ ] |

#### ۲۰۱۸—اکنون
| سال  | دسته‌بندی     | اثر                  | نتیجه | م.     |
| ---- | ------------ | -------------------- | ----- | ------ |
| ۲۰۱۸ | بهترین ترانه | «بیش از آنچه می‌دانی» | برنده | [ ۱۲ ] |

### جوایز موسیقی ام‌تی‌وی اروپا
| سال  | دسته‌بندی            | اثر | نتیجه    | م. |
| ---- | ------------------- | --- | -------- | -- |
| ۲۰۱۷ | بهترین فعالیت سوئدی | —   | نامزدشده |    |
| ۲۰۱۸ | بهترین فعالیت سوئدی | —   | نامزدشده |    |

### جوایز موسیقی ان‌آرجی
| سال  | دسته‌بندی          | اثر | نتیجه    | م.     |
| ---- | ----------------- | --- | -------- | ------ |
| ۲۰۱۶ | بهترین همکاری سال | —   | نامزدشده | [ ۱۳ ] |

### جوایز رادیویی دبلیودی‌ام
| سال  | دسته‌بندی                | اثر                  | نتیجه    | م.     |
| ---- | ----------------------- | -------------------- | -------- | ------ |
| ۲۰۱۷ | بهترین دی‌جی الکترو هاوس | —                    | نامزدشده | [ ۱۴ ] |
| ۲۰۱۸ | بهترین دی‌جی الکترو هاوس | —                    | نامزدشده |        |
| ۲۰۱۸ | بهترین قطعهٔ دنس‌فلور     | «بیش از آنچه می‌دانی» | نامزدشده |        |

### جوایز خالقان یوتیوب
- Axwell Λ Ingrosso  (۱٫۶ میلیون دنبال‌کننده - مهٔ ۲۰۲۰)